# Kosmodemjanskoje (Kaliningrad)
Kosmodemjanskoje (russisch Космодемьянское, deutsch Molsehnen) ist ein Ort in der russischen Oblast Kaliningrad. Er liegt im Rajon Gurjewsk und gehört zur kommunalen Selbstverwaltungseinheit Stadtkreis Gurjewsk.

## Geographische Lage
Kosmodemjanskoje liegt 19 Kilometer nordöstlich der Oblasthauptstadt Kaliningrad (Königsberg). Von der russischen Fernstraße A 190 (ehemalige deutsche Reichsstraße 126) führt von Konstantinowka (Konradswalde) aus eine Nebenstraße in nördliche Richtung, die durch Kosmodemjanskoje verläuft und zwei Kilometer weiter auf die Verbindungsstraße von Uslowoje ((Königlich) Neuendorf) über Sokolowka (Damerau) nach Georgijewskoje (Konradshorst) trifft.
Bis 1945 war das damalige Molsehnen Bahnstation an der Bahnstrecke Prawten–Schaaksvitte (heute russisch: Lomonossowo–Kaschirskoje) der Königsberger Kleinbahn. Heute besteht ein Bahnanschluss über den O.p (Ostanowotschny punkt = Haltepunkt) Bajewka (Kuikeim) (bis 1945 Kuggen genannt) an der Bahnstrecke Kaliningrad–Sowetsk (Königsberg–Tilsit).

## Geschichte
Das einst Molsehnen genannte Gutsdorf blickt – beim Gründungsjahr 1396 – auf eine mehr als 600-jährige Geschichte zurück. Im Jahre 1874 wurde der Ort in den neu errichteten Amtsbezirk Kuggen (heute russisch: Perwomaiskoje) eingegliedert und gehörte zum Landkreis Königsberg (Preußen) – von 1939 bis 1945 Landkreis Samland – im Regierungsbezirk Königsberg der preußischen Provinz Ostpreußen.
Am 30. September 1928 schlossen sich der Gutsbezirk Molsehnen mit den Landgemeinden (Königlich) Sudau (russisch: Oktjabrskoje, heute nicht mehr existent) und Tarpienen (russisch: Lipowka, ebenfalls nicht mehr existent) sowie dem Gutsbezirk Powarben (Stepnoje) zur neuen Landgemeinde Molsehnen zusammen. Im Jahre 1930 wurde die so vereinigte Gemeinde in den Amtsbezirk Damerau – in Verbindung mit der Auflösung des Amtsbezirk Kuggen – umgegliedert.
Im Jahre 1945 kam Molsehnen wie die übrigen Orte im nördlichen Ostpreußen zur Sowjetunion. Im Jahr 1947 wurde es nach der sowjetischen Partisanin Soja Kosmodemjanskaja in Kosmodemjanskoje umbenannt. Gleichzeitig wurde der Ort Sitz eines Dorfsowjets, der vor 1967 allerdings nach Konstantinowka verlegt wurde. Von 2008 bis 2013 gehörte Kosmodemjanskoje zur Landgemeinde Dobrinskoje selskoje posselenije und seither zum Stadtkreis Gurjewsk.

### Dorfsowjet/Dorfbezirk Kosmodemjanskoje 1947–2008
Der Dorfsowjet Kosmodemjanskoje (ru. Космодемьянский сельский Совет) wurde im Juni 1947 eingerichtet. Der Verwaltungssitz war (vermutlich) zunächst der gleichnamige Ort. Im Jahr 1954 wurde mindestens ein Teil des Dorfsowjets Jaroslawskoje an den Dorfsowjet Kosmodemjanskoje angeschlossen. Gleichzeitig oder etwas später gab der Dorfsowjet dafür einige Orte an den Dorfsowjet Marschalskoje ab. Vor 1968 befand sich der Verwaltungssitz in Konstantinowka. Nach dem Zerfall der Sowjetunion bestand die Verwaltungseinheit als Dorfbezirk Kosmodemjanskoje (ru. Космодемьянский сельский округ). Im Jahr 2008 wurden die verbliebenen Orte des Dorfbezirks in die neu gebildete Landgemeinde Dobrino eingeordnet.
| Ortsname                           | Name bis 1947/50  | Bemerkungen |
| ---------------------------------- | ----------------- | --- |
| Aistowo (Аистово)                  | Kondehnen         | Der Ort wurde 1947 umbenannt und war zunächst in den Dorfsowjet Jaroslawski eingeordnet. |
| Bajewka (Баевка)                   | Kuikeim           | Der Ort wurde 1947 umbenannt. Laut Einteilung von 1975 gehörte der Ort zum Dorfsowjet Dobrinski, gemäß der Einteilung von 1988 wiederum zum Dorfsowjet Kosmodemjanski. Im Jahr der Volkszählung 2002 gehörte Bajewka mit seiner Ortsstelle Kuikeim zum Dorfsowjet Dobrinski und mit seiner Ortsstelle Bahnhof Kuggen zum Dorfsowjet Kosmodemjanski. (Spätestens) mit Bildung der Landgemeinde Dobrinski im Jahr 2008 wurde der Ort wieder vereinigt. |
| Bogatowo (Богатово)                | Matzkahlen        | Der Ort wurde 1950 umbenannt und war zunächst in den Dorfsowjet Matrossowski eingeordnet. Er wurde vor 1988 an den Ort Mitino angeschlossen. |
| Borowikowo (Боровиково)            | Sensen            | Der Ort wurde 1950 umbenannt und verlor vor 1988 seine Eigenständigkeit. |
| Jaroslawskoje (Ярославское)        | Schönwalde        | Der Ort wurde 1947 umbenannt und war zunächst der Verwaltungssitz des Dorfsowjets Jaroslawski. |
| Jarowoje (Яровое)                  | Wange             | Der Ort wurde 1950 umbenannt und war zunächst in den Dorfsowjet Matrossowski eingeordnet. Er wurde vor 1975 verlassen. |
| Kosmodemjanskoje (Космодемьянское) | Molsehnen         | Der Verwaltungssitz bis vor 1968. |
| Konstantinowka (Константиновка)    | Konradswalde      | Der Ort wurde 1947 umbenannt und war seit vor 1968 der Verwaltungssitz. |
| Lomonossowo (Ломоносово)           | Prawten           | Der Ort wurde 1950 umbenannt und war zunächst in den Dorfsowjet Jaroslawski eingeordnet. Er wurde vor 1975 verlassen. |
| Mendelejewo (Менделеево)           | Poggenpfuhl       | Der Ort wurde 1947 umbenannt und war zunächst in den Dorfsowjet Jaroslawski eingeordnet. |
| Mitino (Митино)                    | Stantau           | Der Ort wurde 1947 umbenannt und war zunächst in den Dorfsowjet Matrossowski eingeordnet. |
| Oktjabrskoje (Октябрьское)         | (Königlich) Sudau | Der Ort wurde 1950 umbenannt und vor 1988 verlassen. |
| Perwomaiskoje (Первомайское)       | Kuggen            | Der Ort wurde 1950 umbenannt und war zunächst in den Dorfsowjet Jaroslawski eingeordnet. |
| Pionerskoje (Пионерское)           | bei Konradswalde  | Der Ort wurde 1950 umbenannt und vor 1975 an den Ort Konstantinowka angeschlossen. |
| Rasswet (Рассвет)                  | Knöppelsdorf      | Der Ort wurde 1947 zunächst in Nekrassowo umbenannt. |
| Sacharowo (Захарово)               | Rachsittenthal    | Der Ort wurde 1950 umbenannt und war zunächst in den Dorfsowjet Jaroslawski eingeordnet. Er wurde vor 1975 verlassen. |
| Snamenka (Знаменка)                | Bruch             | Der Ort wurde 1950 umbenannt und war zunächst in den Dorfsowjet Jaroslawski eingeordnet. |
| Uljanowo (Ульяново)                | Waldhöfen         | Der Ort wurde 1950 umbenannt und vor 1975 an den Ort Konstantinowka angeschlossen. |
| Wischnjowka (Вишнёвка)             | Blöstau           | Der Ort wurde 1947 umbenannt. |

Die vier im Jahr 1947 umbenannten Orte Georgijewskoje (Konradshorst [Gut]), Iljitschowo (Görken), Lasowskoje (Trömpau) und Stepnoje (Powarben), sowie die vier im Jahr 1950 umbenannten Orte Leningradskoje (Konradshorst [Fh.]), Lessossekowo (Sallecken), Lipowka (Tarpienen) und Selenopolje (Krumteich), die zunächst in den Kosmodemjanski selski Sowet eingeordnet worden waren, gelangten dann (vor 1975) aber in den Marschalski selski Sowet.
Der im Jahr 1947 umbenannte Ort Kistenjowka (Kommau), der ebenfalls zunächst in den Dorfsowjet Kosmodemjanskoje eingeordnet worden war, gelangte dann (vor 1975) aber in den Dorfsowjet Chrabrowo.
Der im Jahr 1947 umbenannte Ort Tretjakowo (Daniels) und der im Jahr 1950 umbenannte Ort Sowchosnoje (Karlshof), die ebenfalls zunächst in den Dorfsowjet Kosmodemjanskoje eingeordnet worden waren, gelangten dann (vor 1975) aber in den Dorfsowjet Dobrino.

### Einwohnerentwicklung
| Jahr | Einwohner | Bemerkungen                                         |
| ---- | --------- | --------------------------------------------------- |
| 1910 | 257       |                                                     |
| 1933 | 535       | Einschließlich der im Jahr 1928 eingemeindeten Orte |
| 1939 | 635       | Einschließlich der im Jahr 1928 eingemeindeten Orte |
| 2002 | 108       |                                                     |
| 2010 | 108       |                                                     |

## Kirche
Die mehrheitlich evangelische Bevölkerung Molsehnens war vor 1945 in das Kirchspiel Schönwalde (heute russisch: Jaroslawskoje) eingepfarrt. Es gehörte zum Kirchenkreis Königsberg-Land II (nördlich des Pregel) innerhalb der Kirchenprovinz Ostpreußen der Kirche der Altpreußischen Union. Heute liegt Kosmodemjanskoje im Einzugsbereich der in den 1990er Jahren neu entstandenen evangelisch-lutherischen Gemeinde Marschalskoje (Gallgarben). Sie ist eine Filialgemeinde der Auferstehungskirche in Kaliningrad (Königsberg) innerhalb der Propstei Kaliningrad der Evangelisch-lutherischen Kirche Europäisches Russland.

## Söhne und Töchter des Ortes
- Karl Ludwig Pörschke (* 10. Januar 1752 in Molsehnen; † 1812), deutscher Philologe und Philosoph